# Gerry Marsden

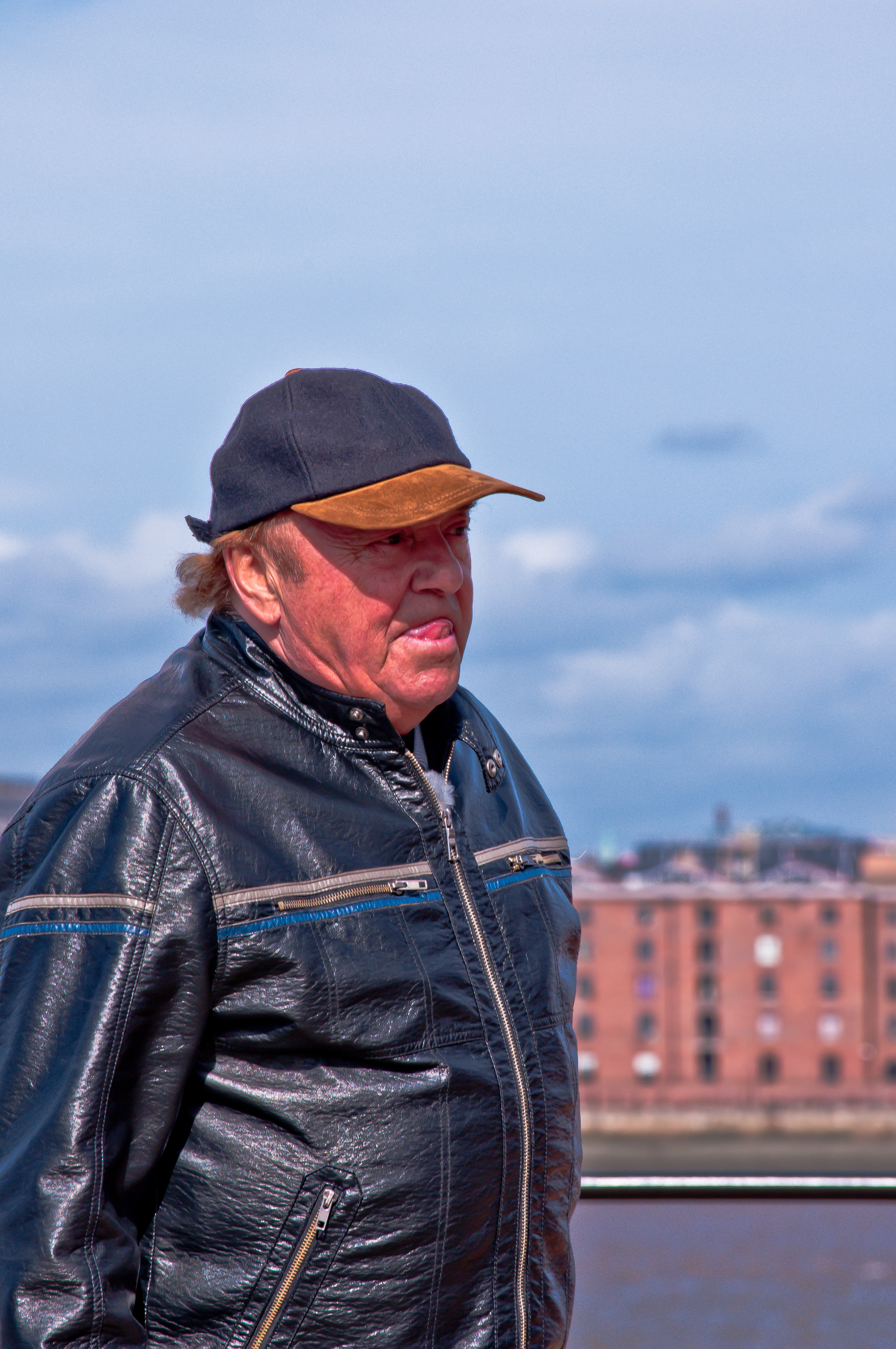
Gerry Marsden (2011)

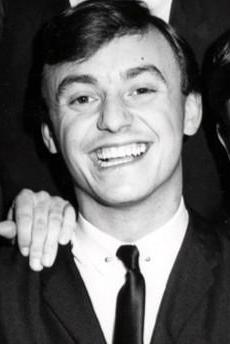
Gerry Marsden (1964)

Gerard „Gerry“ Marsden MBE (* 24. September 1942 in Liverpool; † 3. Januar 2021 in Birkenhead) war ein britischer Sänger, Musiker und Fernsehmoderator. In den 1960er-Jahren wurde er als Sänger der Gruppe Gerry & the Pacemakers bekannt.

## Leben und Karriere
Gerry Marsden wurde 1942 im Liverpooler Stadtteil Toxteth geboren und war als Jugendlicher zunächst in Skiffle-Bands aktiv. Er arbeitete anfänglich am Bahnhof in Liverpool, fuhr lange einen Lastwagen. Mit zwei Freunden und seinem Bruder Fred gründete er die Band Mars Bars. Wie die Beatles, mit denen sie den Manager Brian Epstein teilten, kamen die 1959 gegründeten Pacemakers aus der Liverpooler Szene des Mersey Sounds. Gerry Marsden war nicht nur Leadsänger und das vorrangige Gesicht der Gruppe, sondern schrieb auch ein paar ihrer größeren Hits wie Ferry Cross the Mersey (der als Hymne an seine Heimatstadt Liverpool gedacht war) und Don’t Let The Sun Catch You Crying selbst. Ebenfalls war es Marsdens Idee, den für eine Beatgruppe als Material eher ungewöhnlichen Broadway-Hit You’ll Never Walk Alone zu covern. In der Version von Gerry and the Pacemakers ist das Lied die Stadionhymne des Liverpool Football Club.
Die ersten drei Singles der Gruppe im Jahr 1963 stiegen alle auf Platz 1 der britischen Single-Charts, und diese galt kurzzeitig als größte Konkurrenz der Beatles. Die hohe Popularität konnte die Gruppe allerdings nur wenige Jahre halten; bereits 1967 trennte sie sich. Gerry Marsden blieb als Solokünstler aktiv und absolvierte bis zu seinem Rückzug in den Ruhestand im Jahr 2018 regelmäßige Auftritte. Danach hatte Marsden anlässlich des Liverpooler Champions-League-Sieges im Juni 2019 noch einen gemeinsamen Auftritt mit Take That im Liverpooler Stadion, bei dem er You’ll Never Walk Alone sang. Neben seinen Tätigkeiten als Musiker war Marsden gelegentlich im britischen Fernsehen als Moderator tätig.
Mit seinen späteren Soloaufnahmen war Marsden weniger erfolgreich, allerdings kehrte er in den 1980er-Jahren noch zweimal an die Spitze der britischen Charts zurück: Nach der Valley-Parade-Feuerkatastrophe 1985 im Fußballstadion von Bradford mit 56 Toten organisierte Marsden The Crowd mit, eine Gruppe von bekannten Sängern, die You’ll Never Walk Alone zu gemeinnützigen Zwecken neu aufnahm und damit die Chartspitze eroberte. Nach der Hillsborough-Stadionkatastrophe mit 96 Toten im Jahr 1989 erreichte Ferry Cross the Mersey, das er gemeinsam mit den Liverpooler Musikern Paul McCartney, Holly Johnson und The Christians zu Spendenzwecken neu einspielte, ebenfalls Platz 1 der britischen Charts. Für seine Verdienste um die Wohltätigkeit wurde Marsden 2003 von der britischen Königin Elisabeth II. zum Member of the British Empire ernannt.
1965 heiratete er Pauline Behan, eine frühere Freundin von George Harrison. Sie blieben bis zu Gerry Marsdens Tod verheiratet und hatten zwei Kinder. 1993 veröffentlichte er in Zusammenarbeit mit dem Autor Ray Coleman seine Autobiografie I’ll Never Walk Alone. Marsden starb im Januar 2021 im Alter von 78 Jahren an einer Herzinfektion.